# لويس هارفي بلير
لويس هارفي بلير (بالإنجليزية: Lewis Harvie Blair)‏ هو كاتب أمريكي، ولد في 21 يونيو 1834 في ريتشموند في الولايات المتحدة، وتوفي في 26 نوفمبر 1916.